# Pottok-Pony
Das Pottok-Pony ['pocok] ist eine alte, seltene Ponyrasse aus dem Baskenland. Pottok, mit bestimmtem Artikel auch Pottoka, bedeutet in der baskischen Sprache „kleines Pferd“. Die Tiere leben noch heute halbwild in den westlichen Pyrenäen, sowohl in Frankreich als auch in Spanien. In Spanien sind sie auch unter dem Namen Poni Vasco Navarro bekannt, da sie in den autonomen Regionen Baskenland und Navarra gehalten werden.
Hintergrundinformationen zur Pferdebewertung und -zucht finden sich unter: Exterieur, Interieur und Pferdezucht.

## Exterieur

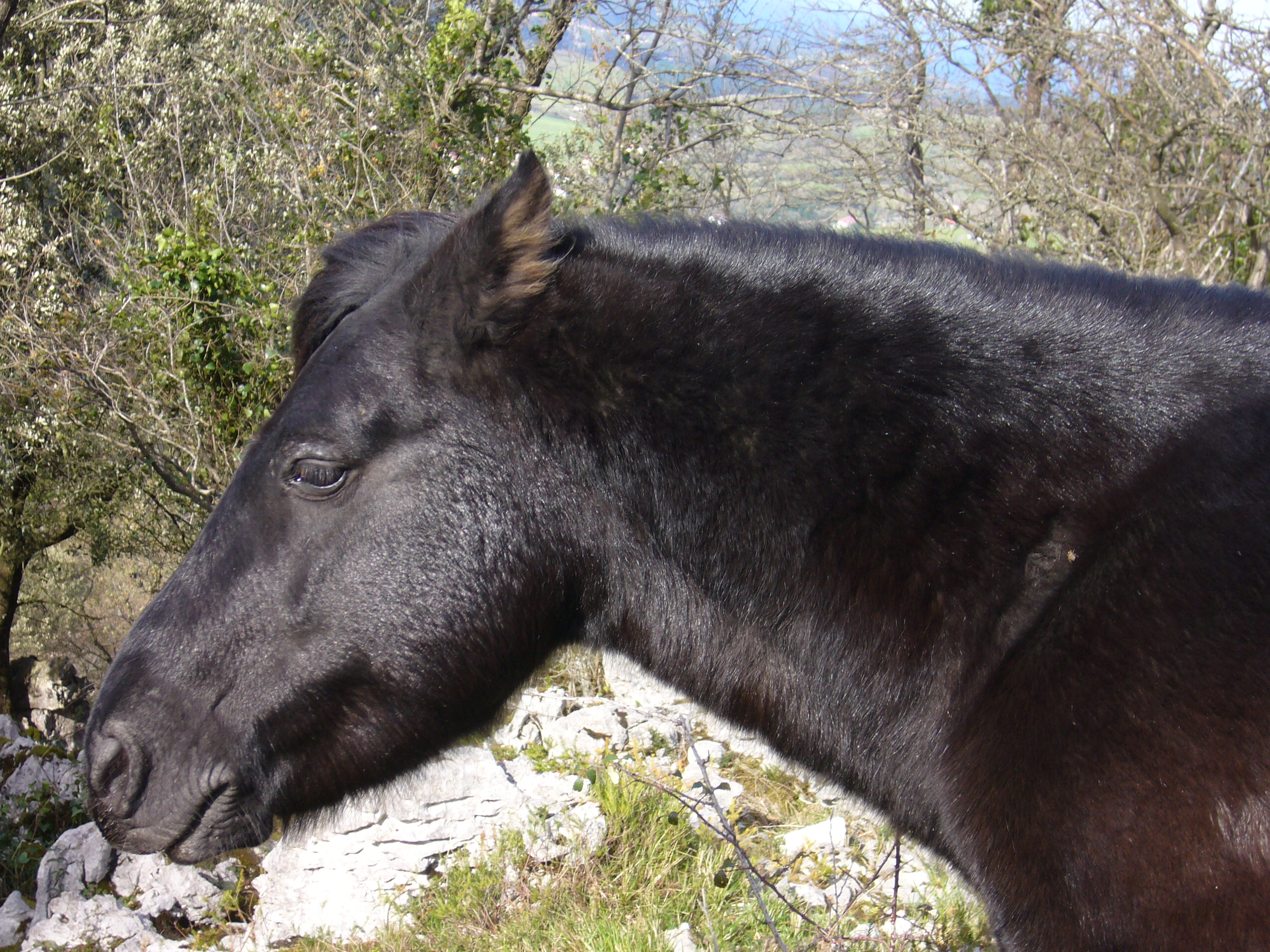
Kopfstudie

Reinrassige Pottok-Ponys nach französischem Rassestandard „Sektion A“ werden wie folgt beschrieben:
- sehr robustes Pony,
- geradliniges Profil,
- kurze, hoch angesetzte, nach vorn gerichtete Ohren,
- aufmerksames, intelligentes Auge,
- eher kurzer Hals mit dichter Mähne die bis zum Widerrist reicht,
- leicht schräge Schulter,
- breite Brust,
- langer Rücken,
- kurze, abfallende Kruppe,
- dichter, tief angesetzter Schweif,
- korrekte Beinstellung,
- trockene, kräftige Gliedmaßen,
- kleine harte Hufe
- Stockmaß: 115–147 Zentimeter
- Farben:  in allen Braun-, Fuchs- und Schwarztönen sowie alle Schecken mit einer oder mehrerer der genannten Farben. Schimmel treten nicht auf.

## Interieur
Ausgezeichnete Gesundheit, Langlebigkeit, Fruchtbarkeit und Umgänglichkeit. Außerordentlich genügsam, hart und widerstandsfähig. Zur ganzjährigen Freilandhaltung bei Vorhandensein einer Schutzhütte geeignet. Pottok sind sehr intelligente und charaktervolle Ponys.

## Verwendung

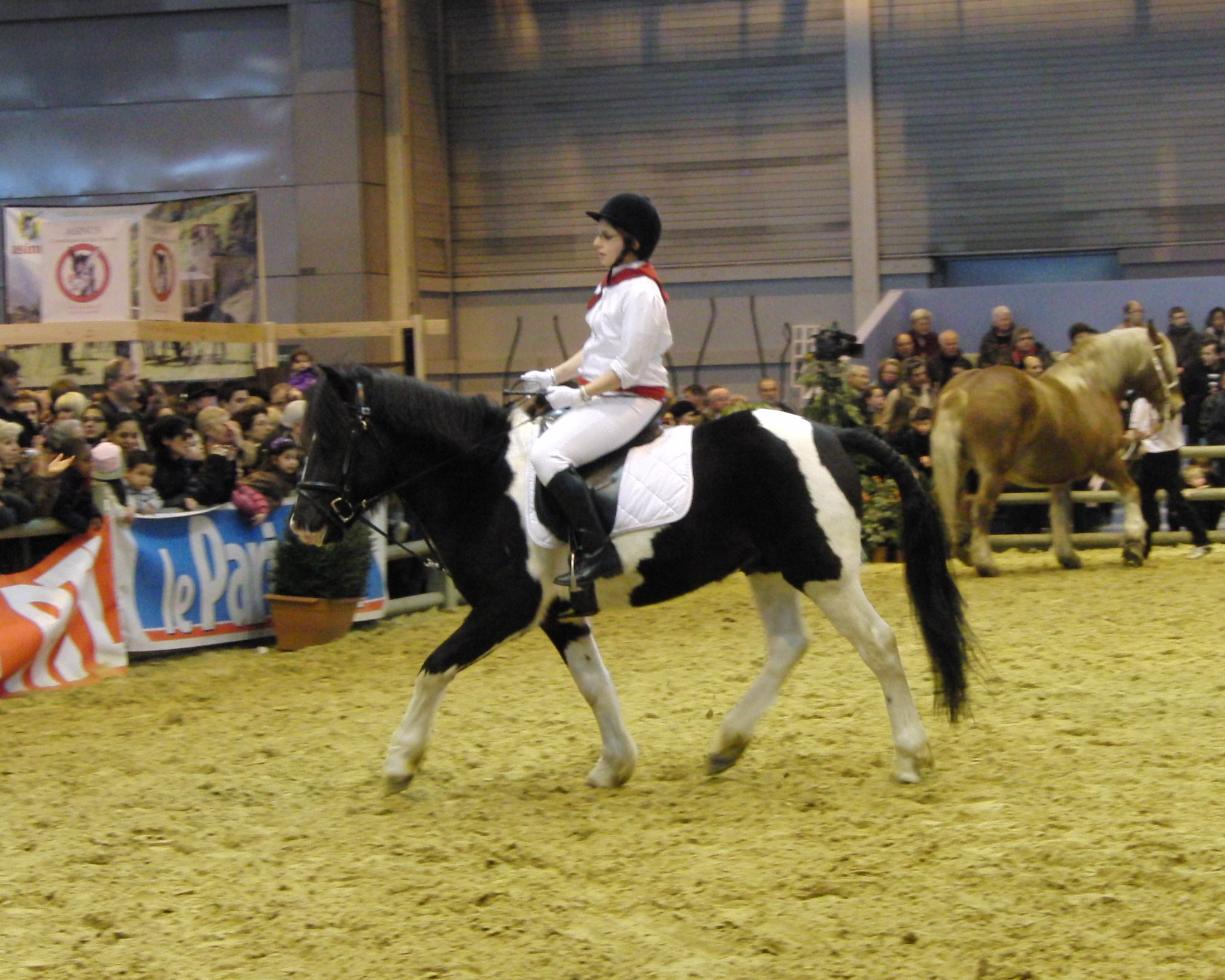
Geschecktes Pottok-Pony unter dem Sattel

Pottok waren für lange Zeit für die Bauern ein "Nebenprodukt" der Berge. Dort lebten sie in Herden, sich selbst überlassen. Einmal im Jahr wurden sie zusammengetrieben und aussortiert. Neben der Verwendung als Reit- und Fahrponys wurden sie oft für den Schmuggel zwischen Frankreich und Spanien eingesetzt oder mussten in den Kohlebergwerken die Wagen ziehen. Noch immer werden sie als Fleischlieferant genutzt, sie werden aber auch zum Vergnügen gehalten und in der Freizeitgestaltung eingesetzt. Man trifft sie jedoch auch in allen Bereichen des Pferdesports, wo sie ihre Leistungsfähigkeit am besten unter Beweis stellen können, wie diverse gewonnene Meistertitel zeigen.   

## Zuchtgeschichte

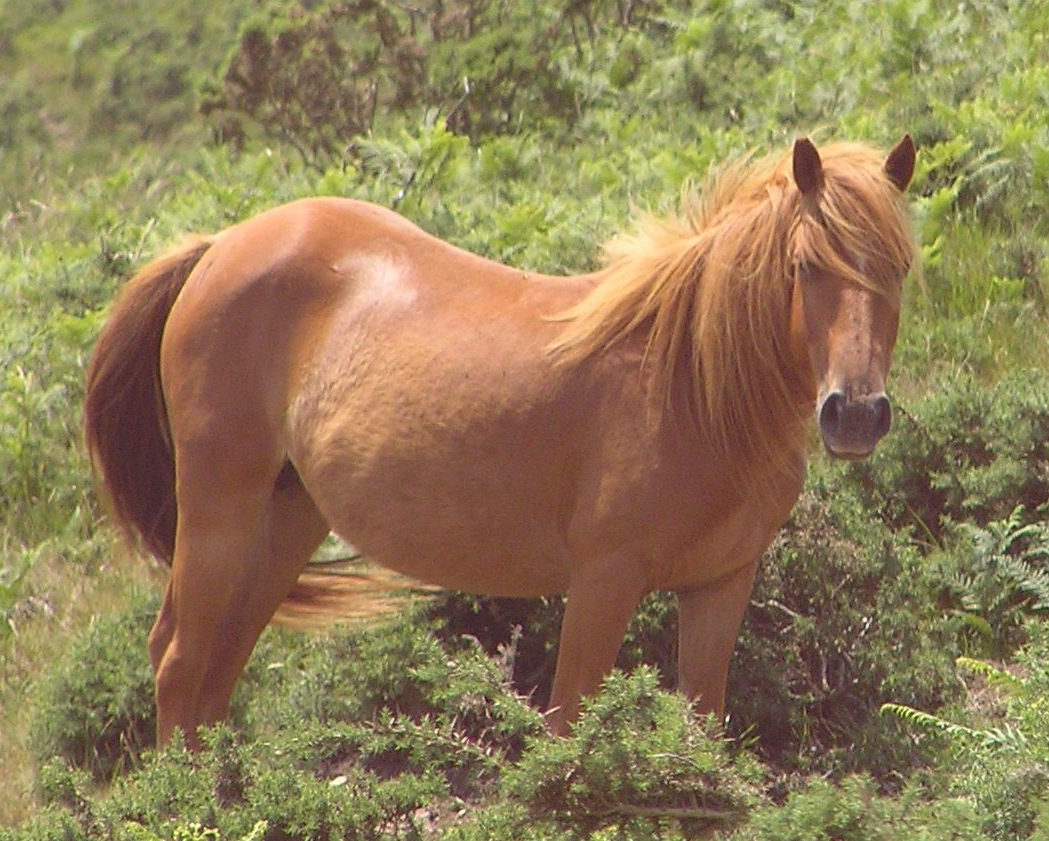
Pottok in Frankreich

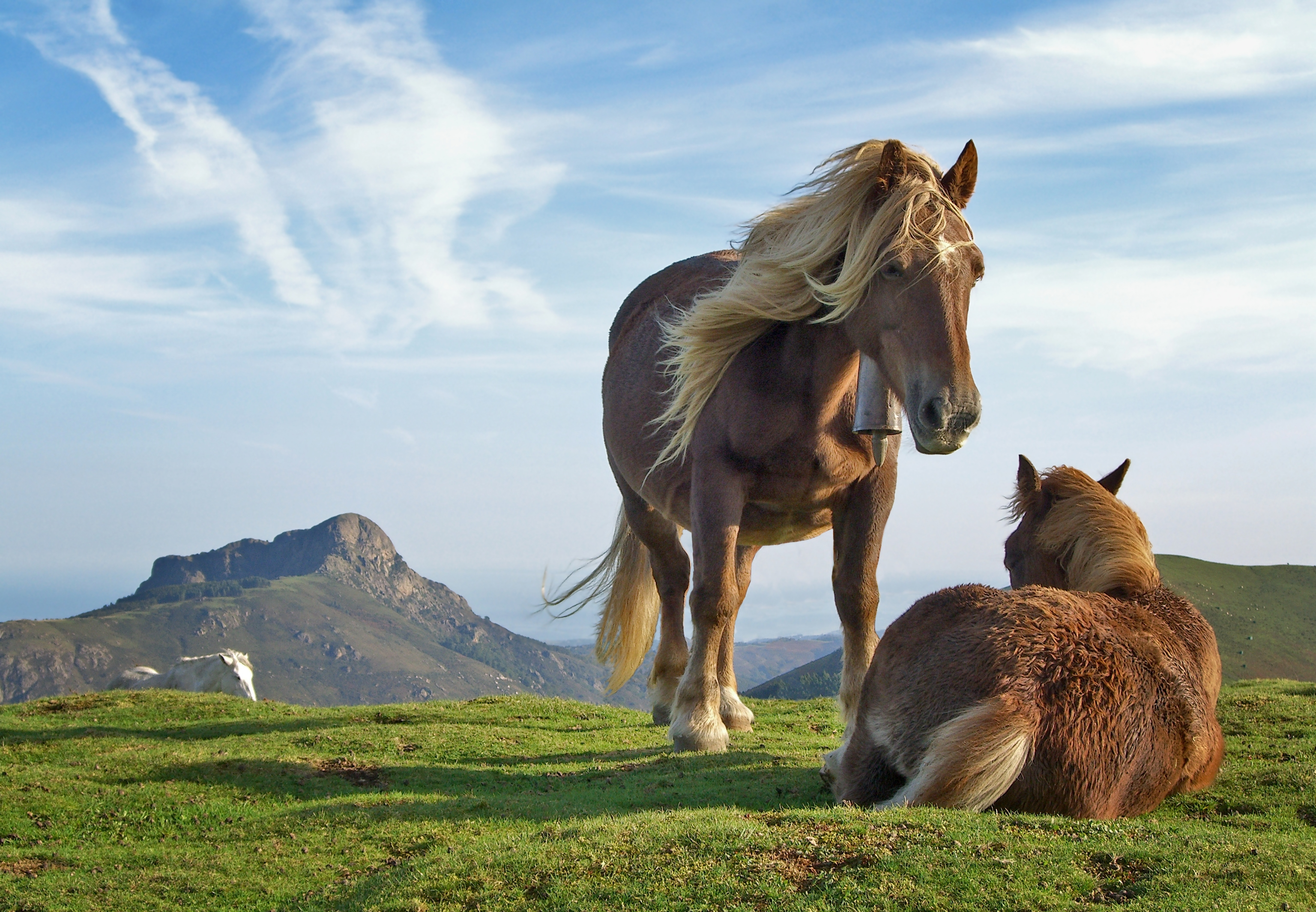
Pottok in den Bergen der westlichen Pyrenäen

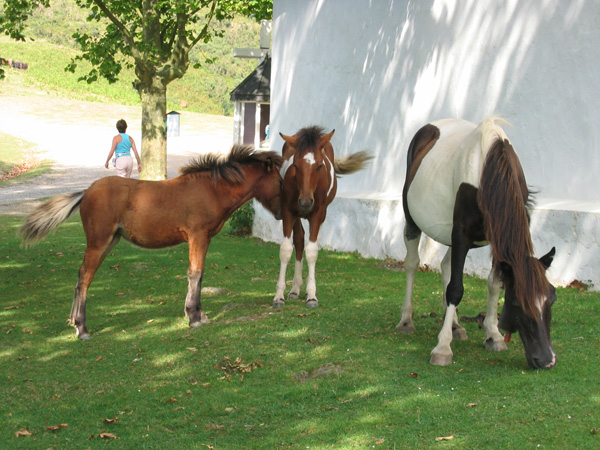
Pottok-Stute mit zwei Fohlen

In Frankreich wird seit 1970 ein Stutbuch geführt, in Spanien sind sie seit 1995 als eigenständige Rasse anerkannt. Ihre Zucht erfolgt in Gestüten, aber auch in den Baskischen Bergen, wo eine Selektion der robustesten, klügsten und stärksten weiterhin durch die Natur erfolgt. In den Gestüten werden auch Araber und Welsh-Pony Hengste zur Veredelung der Rasse eingekreuzt. Diese Fohlen werden in Frankreich als Pottok Sektion B geführt und müssen mindestens 50 Prozent reines Pottokblut haben. In Spanien wird noch stärker unterschieden. Dort gilt als Pottoka Typ A nur der ursprüngliche Typ in den Fellfarben Schwarz und Braun mit einem Stockmaß von 130 Zentimeter oder kleiner. Im Typ B sind alle reinrassigen Pottokas ohne Farbeinschränkung mit einem Stockmaß bis 140 Zentimeter. Im Typ C sind Ponys mit mindestens 50 Prozent reinem Pottoka-Blut und einem Stockmaß vom 147 Zentimeter erlaubt. In der Schweiz werden Pottok seit 1998 gezüchtet. Seit dem Jahr 2000 wird in der Schweiz ein eigenes Zuchtbuch geführt, welches als einziges ausländisches Zuchtbuch von dem Mutterstutbuch anerkannt ist. Seit 2004 ist der schweizerische Pottokverein eine Sektion des „Schweizerischen Verbandes für Ponys und Kleinpferde SVPK“, der seither auch das Zuchtbuch für die Pottok in der Schweiz führt. Gezüchtet wird nach französischen Vorgaben.

## Trivia
- Der baskische Name der Schlümpfe lautet „pottokiak“.
- Das Pottok-Pony ist auch das Maskottchen der Rugbymannschaft Aviron Bayonnais.